# محوطه پشت طاق
محوطه پشت طاق مربوط به سده‌های اولیه دوران‌های تاریخی پس از اسلام است و در شهرستان دره‌شهر، بخش مرکزی، دهستان زرین دشت، ۱/۲۷ کیلومتری غرب روستای اسلام‌آباد واقع شده و این اثر در تاریخ ۳۰ بهمن ۱۳۸۶ با شمارهٔ ثبت ۲۱۰۳۱ به‌عنوان یکی از آثار ملی ایران به ثبت رسیده است.